# Ölands runinskrifter 39

Runinskrift Öl 39 är en runsten som står strax väster om gamla landsvägen i Övra Bägby i Gärdslösa socken på Öland. Stenens material består av kalksten och den är 195 cm hög, 95 cm bred och 18 cm tjock. Runorna är cirka 12 cm höga.
På platsen utmed gamla landsvägen finns två runstenar och den andra är "Öl 40". De står på varsin tomt, en på vardera sidan om bäcken. Båda återfanns i en bro och restes på sina nuvarande platser 1634. Det kan dock tänkas att åtminstone den södra stenen (Öl 39), flyttats några meter från vägen. Ett fotografi taget före 1966 visar nämligen att stenen då stod i den dåvarande, nu borttagna, stenmuren.
Inskriften ifylldes med färg 1987. Ristningen vetter mot östsydöst och den från runor översatta texten lyder enligt nedan:

## Inskriften
Translitterering av runraden:
× sua(i)(n) kiarþi × iftiʀ × sin × faþur × uikar × sun × ainiki × sialfʀ × raisti × stain ×
Normalisering till runsvenska:
Svæinn gærði æftiʀ sinn faður, Vikar, sunn æinigi sialfʀ ræisti stæin.
Översättning till nusvenska:
Sven gjorde (detta) efter sin fader Vikar; ende sonen reste själf stenen.